# Winnertzia griseipennis
Winnertzia griseipennis är en tvåvingeart som först beskrevs av Friedrich Hermann Loew 1874.  Winnertzia griseipennis ingår i släktet Winnertzia och familjen gallmyggor.
Artens utbredningsområde är Österrike. Inga underarter finns listade i Catalogue of Life.